# Уилям Донован
Уилям Донован (на английски: William Joseph Donovan), по-известен с прозвището си Дивият Бил (Wild Bill), е първият директор на Управлението на стратегическите служби. По професия е адвокат.
Близък до президента на САЩ – Франклин Рузвелт.

## Биография
Разузнавателната му дейност датира още от времето на началото на Първата световна война, когато е заедно с Хърбърт Хувър (бъдещ президент на САЩ) е в състава на специална комисия за решаване на въпросите по продоволствието на армията. През 1916 г. е призован на действителна военна служба. Участва в борбата с въстаниците на Панчо Виля на мексикано-американската граница. През ноември 1917 г., след влизането на САЩ в Първата световна война, участва в битките на американската дивизия Рейнбоу. Във Франция, за 19 месеца, Донован е раняван три пъти. Заради храбростта му на бойното поле е един от най-награждаваните американски военни през световната война – с Медал на честта, Кръст за отличителни заслуги, Легион на честта, Орден на Британската империя и Военен кръст с лента и Сребърна звезда.
В годините след Първата световна война Донован е изпратен от Държавния департамент в Русия, където бушува гражданска война. В Русия е офицер за свръзка на армията на САЩ в щаба на белогвардейските сили на адмирал Александър Колчак. Завръща се в Съединените щати в края на 1920 г., подновявайки адвокатската си практика. По-късно е федерален зам-генерален прокурор на САЩ, и отново адвокат – с международна практика. Сред клиентите му е и Уинстън Чърчил.
През 30-те години на 20 век пътува много по света, посещавайки основно конфликтни зони по земното кълбо – полесражения на бушуващите Втора италианско-етиопска война и Гражданска война в Испания. В края на 30-те години е вече посланик със специални пълномощия на президента Франклин Рузвелт и пътува често в Европа и Близкия изток. Най-важното му пътуване е през юли 1940 г. във Великобритания, когато президентът му възлага да „определи боеготовността на британците“.
В края на 1940 г., придружаван от Уилям Стивънсън, директор на британските разузнавателни операции в Съединените щати, Донован предприема дълго и опасно пътуване – обиколка по фронтовете и шпионските центрове на ВСВ – Англия, Гибралтар, Малта, Египет, Гърция, Югославия, Турция, Португалия и Испания.
В края на януари 1941 г. Донован е на специална мисия и в София, в отчаян американски опит да се откъсне България от Оста.
На 11 юли 1941 г. Рузвелт назначава Донован за директор на новосъздадената американска агенция за външно разузнаване. Донован е в центъра на дипломатическия и шпионски скандал между САЩ и Испания, заради организирано от службата му проникване с взлом в испанското посолство във Вашингтон – с цел осигуряване на информация, необходима във връзка с подготвяното настъпление на съюзниците в Северна Африка.
Смъртта на президента Рузвелт на 12 април 1945 г. предвещава края на разузнавателната кариера на Донован, още повече, че Донован не успява да постигне единомислие с новия президент Хари Труман, който насочва вниманието си към Тихоокеанския район. На 20 септември 1945 г., малко повече от месец след капитулацията на Япония, Труман прекратява дейността на службата на Донован, а по-късно тя става част от ЦРУ.
Уилям Донован е кандидатура за пръв директор на ЦРУ, но Труман не го взема под внимание. По време на следвоенните процеси в Нюрнберг срещу германските военни лидери, Донован е зам-главен обвинител от американска страна. От август 1953 г. е американски посланик в Тайланд, но 18 месеца по-късно се налага да се оттегли в родината си поради влошено здраве.